# Imperium Germanicum
Imperium Germanicum (auch: Imperium Teutonicum) war ein Begriff der intellektuellen Rechten in der Weimarer Republik und im Dritten Reich.

## Begriffsherkunft und -entwicklung
Der Begriff wurde von Oswald Spengler in Anlehnung an das Römische Reich (Imperium Romanum) während des Ersten Weltkrieges geprägt. Er stellte später ein konservatives Äquivalent zum „Großgermanischen Imperium“ der Nationalsozialisten dar.
Am 14. Juli 1915 schrieb Spengler an Hans Klöres:

„Vergessen wir nicht, daß das Imperium Romanum auch nur ein skrupelloses Geschäftsunternehmen war und die großen Römer sämtlich Spekulanten waren.  Und trotzdem liegt Schönheit über dem Römertum. Für das ‚Imperium Germanicum’ der Zukunft wünsche ich viel tun zu können. Die ungeheuren Dimensionen adeln da alles, was in kleinen Verhältnissen krämerhaft wirkt.“

In seinem Werk Aufmarsch des Nationalismus von 1926 schrieb Friedrich Georg Jünger:

„Es gibt nichts Wichtigeres, nichts Dringlicheres, als den imperialistischen Willen überall zu beleben, zu stählen und schlagfertig zu machen. Denn jeder Kampf, der morgen und übermorgen von uns geführt wird, geht um das Dasein. Der Krieg zweier großer Nationen ist von heute ab kein örtliches Ereignis mehr, wie es noch 1866 und 1870 war. Er ist Austrag über die Beherrschung der Erde.“

## Bewertung in der Forschung
Der Historiker Wolfram Wette meint, dass die „imperialistischen Kriegsträume“ der Vertreter des „Soldatischen Nationalismus“ innerhalb der konservativen Revolution den Kriegsideen Hitlers in nichts nachstanden und den Nationalsozialisten den Weg bereiteten.